# Giao lộ Seochang
Giao lộ Seochang (Tiếng Hàn: 서창 분기점, 서창JC, Hanja: 西昌分岐點), còn được gọi là Seochang JC, là giao lộ của Đường cao tốc Yeongdong và Đường cao tốc Gyeongin thứ hai nằm ở Seochang-dong, Mansu 6-dong và Susan-dong, Namdong-gu, Incheon. Điểm đầu của Đường cao tốc Yeongdong nằm cách Giao lộ Seochang 0,51 km về phía Incheon.
Nếu tiếp tục đi thẳng đến Munemi-ro, được kết nối trực tiếp từ giao lộ này, bạn có thể sử dụng Nút giao thông Jangsu trên Đường cao tốc vành đai 1 vùng thủ đô Seoul, nhưng không thể đi tới Pangyo. Nếu đi thẳng xa hơn, sẽ được kết nối với Songnae-daero đi qua Bucheon-si và nếu tiếp tục đi thẳng, nó sẽ được kết nối với Gimpohangang-ro và Olympic-daero.

## Lịch sử
- 29 tháng 3 năm 1991: Khu vực Seochang-dong, Namdong-gu được công bố là Giao lộ Seochang trong Quảng trường Giao thông Cơ sở Quy hoạch Đô thị Incheon[1]
- 7 tháng 7 năm 1994: Bắt đầu hoạt động với việc mở Đường cao tốc Seohaean giữa Neunghae và Ansan và Đường cao tốc Gyeongin thứ hai giữa Seochang và Gwangmyeong[2]

## Thông tin cấu trúc
- Vị trí: Seochang-dong, Mansu 6-dong và Susan-dong, Namdong-gu, Incheon.
- Nó là một loại chồng cỏ ba lá, trong đó đoạn đường ra của Đường cao tốc Gyeongin thứ hai được cuộn lại. Giao lộ đi qua Jangsucheon.

## Kết nối các tuyến đường

### Hướng điGangneung
- Đường cao tốc Yeongdong (Số 1)

### Hướng điIncheon・Seongnam
- Đường cao tốc Gyeongin thứ hai (Số 9)

### Hướng đi Mansu-dong
- Munemi-ro
- Kết nối gián tiếp: Inju-daero (sử dụng Ngã tư Jangseungbaekisageori)